# Hierro Viejo

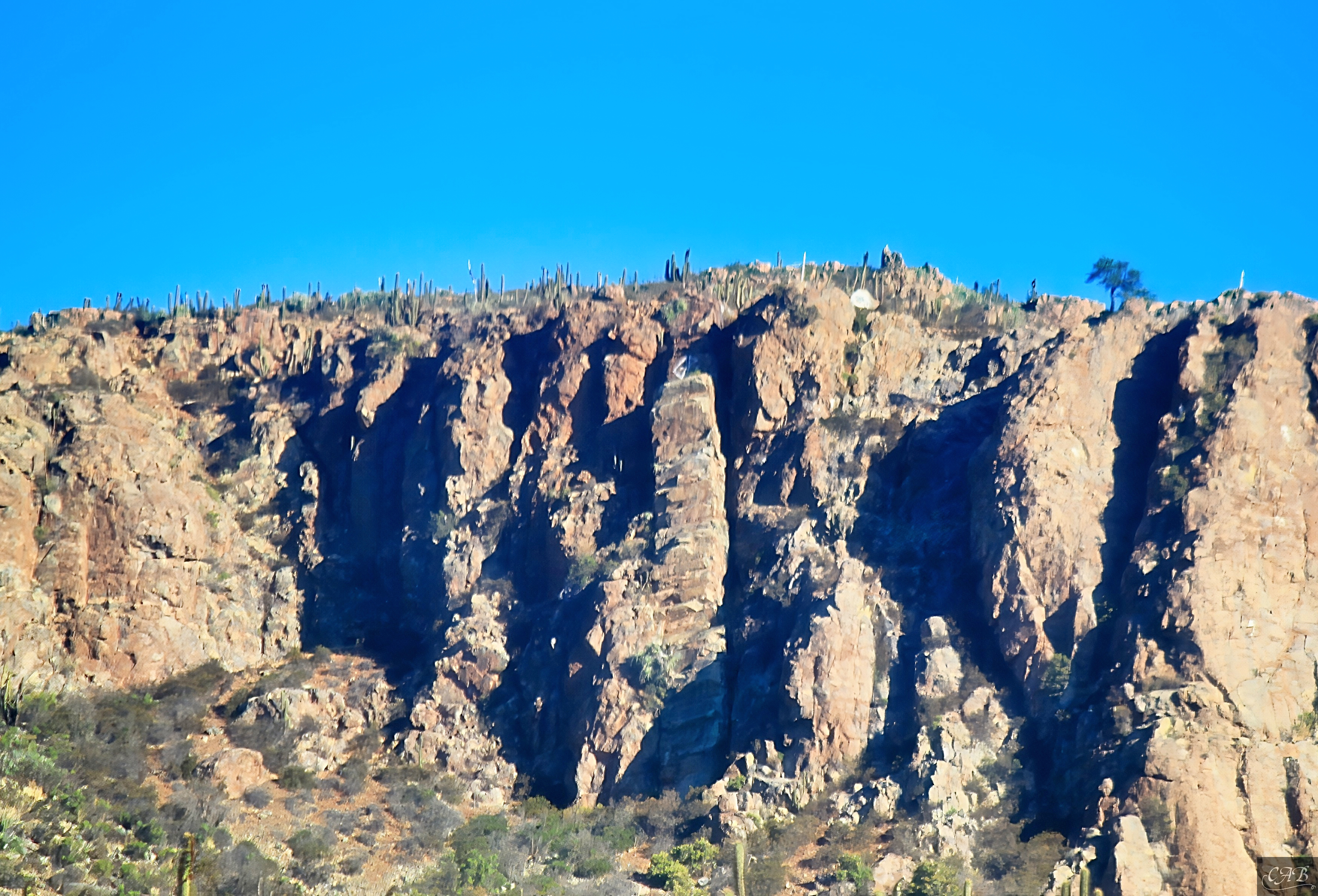
Escalera del Diablo cuenta la historia que en este lugar hizo presencia el Diablo huyendo de la gente creo la escalera en la roca y para no ser alcanzado por la gente de este lugar dio vuelta la escalera al revés

Hierro Viejo es un pueblo de la Comuna y Provincia de Petorca, dentro de la Región de Valparaíso, se encuentra a 8,2 km de Petorca (La ciudad más cercana), se encuentra situada en la ribera del Río Petorca y por la Quebrada Zapallar, a su vez que es conectada por la Ruta E-35, según el Instituto Nacional de Estadísticas cuenta con 605 habitantes.

## Historia
Hierro Viejo fue fundado en las cercanías de 1924, tras la creación de la Estación de Hierro Viejo perteneciente al Ramal Pedegua - Petorca, además, también se caracterízaba como un centro minero, este dándole el nombre a la localidad (Mina Hierro Viejo) extrayendo como principal recurso el Oro. Tras el cierre del ramal por las cercanías de 1960, Hierro Viejo siguió expandiendo su población.

### Festividades
Una de las festividades o leyendas más conocidas trata de la escalera del diablo, ubicada a tan solo escasos metros de la Ruta E-35 que conecta a la localidad, que es conocida por lo habitantes del lugar.
El relato cuenta que el diablo, que estaba presente en el lugar debido a que los locales estaban persiguiendo para que respondiera una cuenta de cantina desde Petorca, intentado escapar de sus acechantes encontró una escalera que dirigía a la cima de un cerro, una vez que se adentro en ella, invirtio todos los escalones, de forma de que nadie puedese llegar a donde el había escapado.

## Geografía y Ubicación
La geografía del pueblo se destaca por un clima semi-templado, además, está ubicado cerca del Río Petorca, el Estero Los Tordos y la Quebarada Zapallar, su suelo cuenta con una erosión baja, además de que según su geomorfología, está ubicada en una zona de Valles Transversales.
Hierro Viejo está situado a 8,2 km de Petorca, a 102 km de la Conurbación del Gran Valparaíso (Capital Regional) y a 125 km de Santiago de Chile (Capital Nacional), además de ser cercana a las localidades de Manuel Montt, Santa Julia, La Ñipa, Pedegua y por parte de Cabildo; Artificio, los dos últimos ubicados a 17,4 km y 16 km respectivamente. Hierro Viejo es conectado solamente por la Ruta E-35, esta iniciando un tramo secundario en Pedegua y terminando en Chincolco.

## Administración
Hierro Viejo es parte de la "Municipalidad de Petorca" siendo subministrado por esta misma, al igual que por su comunidad, además, es contado como un distrito censal, al igual que otras localidades rodeantes.

## Demografía
Aquí se muestra la evolución de la población de Hierro Viejo desde su último registro (1992).
| Gráfica de evolución demográfica de Hierro Viejo entre 1992 y 2017 |
|                                                                    |
| Fuente: Instituto Nacional de Estadísticas                         |